# Рогачёв, Дмитрий Дмитриевич
Дмитрий Дмитриевич Рогачёв (20 сентября [2 октября] 1895, дер. Большая Росляковка, Калужская губерния — 1 июня 1963, Зеленодольск) — советский военачальник, контр-адмирал (1941), участник Гражданской и Великой Отечественной войн.

## Биография

### Ранние годы
Родился 20 сентября (2 октября) 1895 года в деревне Большая Росляковка Угодско-Заводской волости Малоярославецкого уезда в бедной крестьянской семье. В 1908 году окончил 4-х классное Угодско-Заводское земское начальное училище (учился на средства помещика) и в том же году был отправлен в Москву, где с помощью старшего брата поступил на электромеханический завод Лившица в качестве ученика слесаря-электрика, где проработал до 1913 года. Весной 1913 года был завербован на новостроящийся пушечный завод в Царицыне, где проработал до 1915 года в качестве слесаря-электрика и электромонтера.

### Служба на флоте
В мае 1915 году был досрочно призван на военную службу и назначен на флот. Начал военную службу в 1915 году рулевым на линкоре Балтийского флота «Слава». в 1916 году окончил Школу рулевых и сигнальщиков. В период Октябрьской революции принимал участие во взятии казарм Гардемаринских классов, в охране Таврического дворца и мостов через Неву, в боях под Гатчиной и Царским Селом.
Участвовал в Гражданской войне. В 1918 году командир отряда на Кубани (штаб — станица Старовеличковская). Позднее занимал должность помощника начальника отряда Сибирской военной флотилии на озере Байкал, после — начальника службы связи Восточного фронта РККА. В 1921 году стал командиром монитора, затем командиром и комиссаром дивизиона и бригады мониторов.
Член ВКП(б) с 1928 года.
В 1929 году Рогачёв окончил Военно-морское училище имени М. В. Фрунзе.
В мае 1938 года был назначен заместителем командующего Амурской флотилией (с февраля по июль 1939 года исполнял обязанности командующего этой флотилией).
В июне 1940 года назначен командующим Пинской военной флотилией, в составе которой и воевал в начале Великой Отечественной войны. 21 мая 1941 года присвоено воинское звание контр-адмирал. Во время второго штурма Киевского укрепрайона, который войска 29-го армейского корпуса вермахта начали 16 сентября 1941 г., находился в городе Киев, куда по мере сжимания киевского окружения отходили по Днепру и Десне корабли флотилии. 18 сентября, находясь в здании штаба флотилии (сейчас это главный корпус Киево-Могилянской академии), попал под артиллерийский обстрел и был тяжело ранен в плечо. Это ранение спасло Рогачеву жизнь. Контр-адмирала вывезли на самолёте из окружения в Харьков буквально в последний момент.
С 16 февраля 1942 года - командующий Волжской военной флотилией (ВВФ). Так как из-за минных постановок немцев на Волге, осуществляемых люфтваффе, нефтеналивные суда несли потери, то Рогачёва отстранили от командования ВВФ. В Великую Отечественную войну Волжская флотилия под командованием контр-адмирала Рогачёва сыграла важную роль в обороне Сталинграда. С июля 1943 года командовал отрядом строящихся кораблей ВМФ в городе Горький и по совместительству старший морской начальник города Горький.
С октября 1944 по 1946 год был командиром Киевской военно-морской базы Днепровской флотилии и старшим морским начальником города Киева.
После окончания войны Д. Д. Рогачев оставался в прежней должности.
С февраля 1946 по октябрь 1949 года - командир Учебного отряда Юго-Балтийского флота (с января 1947 года - 4-й ВМФ), с октября 1949 по август 1950 года - командир отряда вновь строящихся кораблей ВМС, с августа 1950 по май 1956 года - командир 101-й бригады строящихся кораблей в Зеленодольске.

### В отставке
В мае 1956 года вышел в отставку по болезни и все последующие годы посвятил общественной работе. Он был бессменным депутатом городского Совета. Его энергии хватало на всё: на помощь людям, которые шли к нему со своими нуждами, на решение вопросов по благоустройству и озеленению города, на дружбу со школьниками и мальчишками со своего двора.
Умер 1 июня 1963 года и похоронен в Зеленодольске.

## Награды и звания
- 2 ордена Ленина (03.04.1942; 21.02.1945);
- 3 ордена Красного Знамени (27.02.1943; 03.11.1944; 24.06.1948);
- Орден Отечественной войны I степени (25.09.1944);
- Орден Красной Звезды (23.12.1935);
- Медали[5] ;
- Именное оружие (1929, 1955).

## Память
- Именем Героя названы улицы в Зеленодольске и Жукове.
- В 1980 году на территории школы № 4 в Зеленодольске контр-адмиралу Д. Д. Рогачёву был открыт памятник и школе присвоено имя Героя.
- В 2013 году на улице, носящей его имя, установлен мраморный бюст.
- Второй патрульный корабль проекта 22160 носит имя «Дмитрий Рогачёв»[6].
- Памятный знак в честь моряков Пинской речной военной флотилии в Пинске Брестской области Беларуси (Морякам Пинской военной флотилии героически сражавшимся в Белоруссии с немецко-фашистскими захватчиками в 1941 году. Командующий Пинской военной флотилии контр-адмирал Рогачёв Дмитрий Дмитриевич). Размещён в сквере на пересечении улиц Брестская и Канареева. Открыт 14 июля 2024 года в честь 80-летия со дня освобождения Пинска от немецко-фашистских захватчиков.

## Воспоминания
- Рогачёв Д. Д. Удары с Волги. // Битва за Сталинград. 4-е издание. — Волгоград: Нижне-Волжское книжное издательство, 1973. — С.258 — 265.